# 마르쿠스 잉바르트센
마르쿠스 잉바르트센 (Marcus Højriis Ingvartsen, 1996년 1월 4일 ~ )는 덴마크의 축구 선수이며, FC 노르셸란에서 공격수로 뛰고 있다.